# St. Johannes der Täufer (Piesbach)

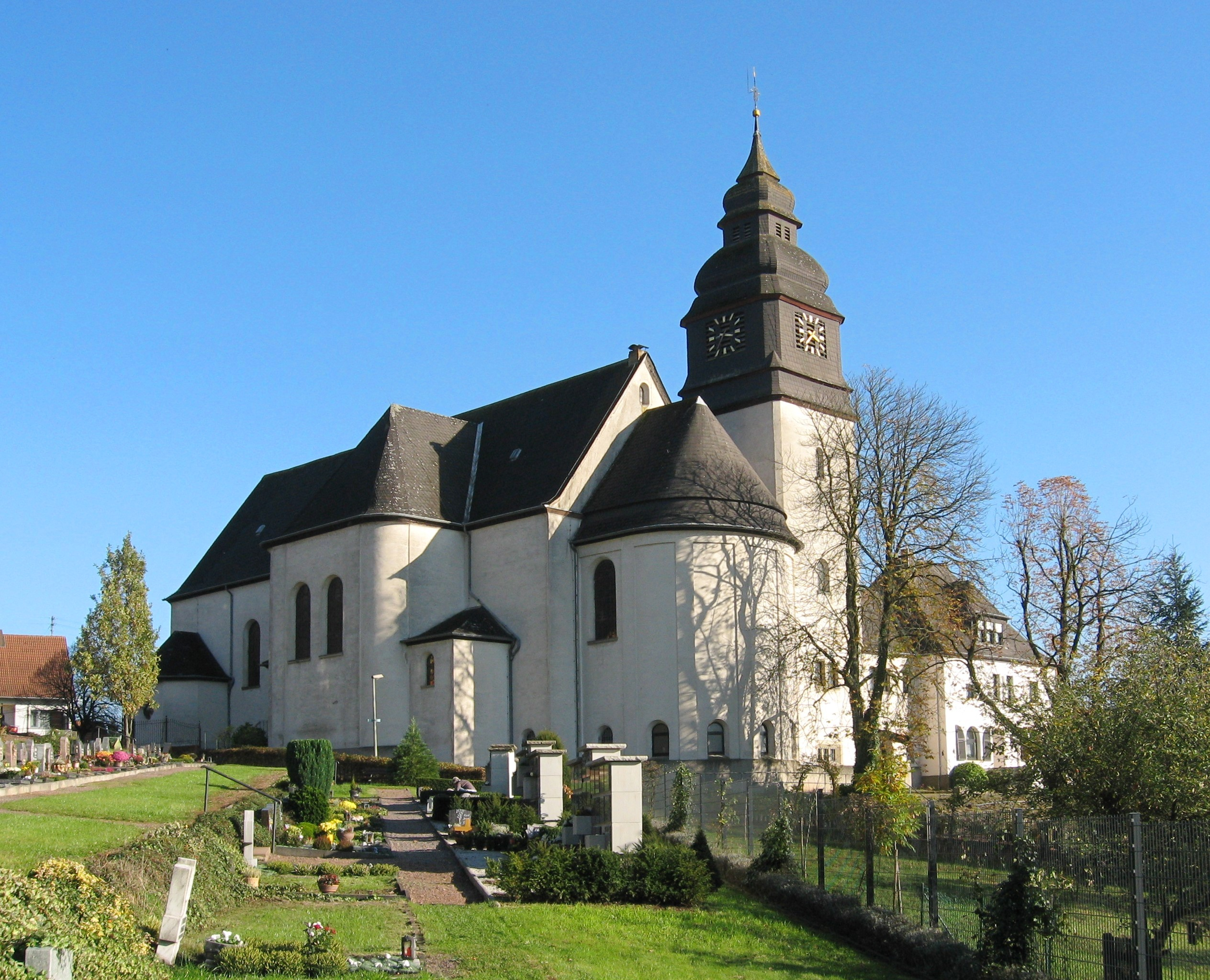
Kirche St. Johannes der Täufer in Piesbach: Der Kirchbau befindet sich auf dem Gelände des im 16. Jahrhundert wüstgefallenen Dorfes Theter. Der Gewannname lautet „Auf dem Schank“, da das Gelände im Jahr 1393 von Vogt Nikolaus von Kastel und dessen Gemahlin Margarethe dem Trierer Stift St. Simeon in der Porta Nigra als Schenkung übergeben worden war. Diese Schenkung übergab das Stift im Jahr 1701 an die Pfarrei Nalbach.

Die Kirche St. Johannes der Täufer ist eine katholische Pfarrkirche in Piesbach-Bettstadt, einem Ortsteil der Gemeinde Nalbach, im saarländischen Landkreis Saarlouis. Die Kirche ist dem Bistum Trier zugeordnet. Das Patroziniumsfest ist das kirchliche Hochfest der Geburt Johannes des Täufers (Johannistag) am 24. Juni. Im Zuge der Strukturreform 2020 im Bistum Trier wurde zum 1. September 2011 die Pfarreiengemeinschaft Nalbach mit den eigenständigen Pfarreien St. Peter und Paul in Nalbach, St. Johannes der Täufer in Piesbach, Herz Jesu in Bilsdorf und St. Michael in Körprich errichtet.

## Baugeschichte

### Nalbacher Mutterkirche
Die Nalbacher Pfarrkirche St. Peter und Paul war bis zum Beginn des 20. Jahrhunderts die einzige Pfarrkirche des Nalbacher Tales. Die Pfarrkirche St. Peter und Paul ist die Mutterkirche aller umliegenden sechs Dörfer des Nalbacher Tales: Diefflen, Piesbach mit Bettstadt, Bilsdorf und Körprich, der Nalbacher Siedlung Bierbach und außerdem der historischen untergegangenen Siedlungen Heuchlingen, Theter, Heisterbach und Heynschiet.
Nalbach wurde als Pfarrei erstmals im 11. Jahrhundert erwähnt.
Das Stift St. Simeon in Trier besaß im Nalbacher Tal die Grundgerichtsbarkeit, das Steuererhebungsrecht und das Recht zur Besetzung der Pfarrstellen.

### Piesbacher Kapelle und Provisorien

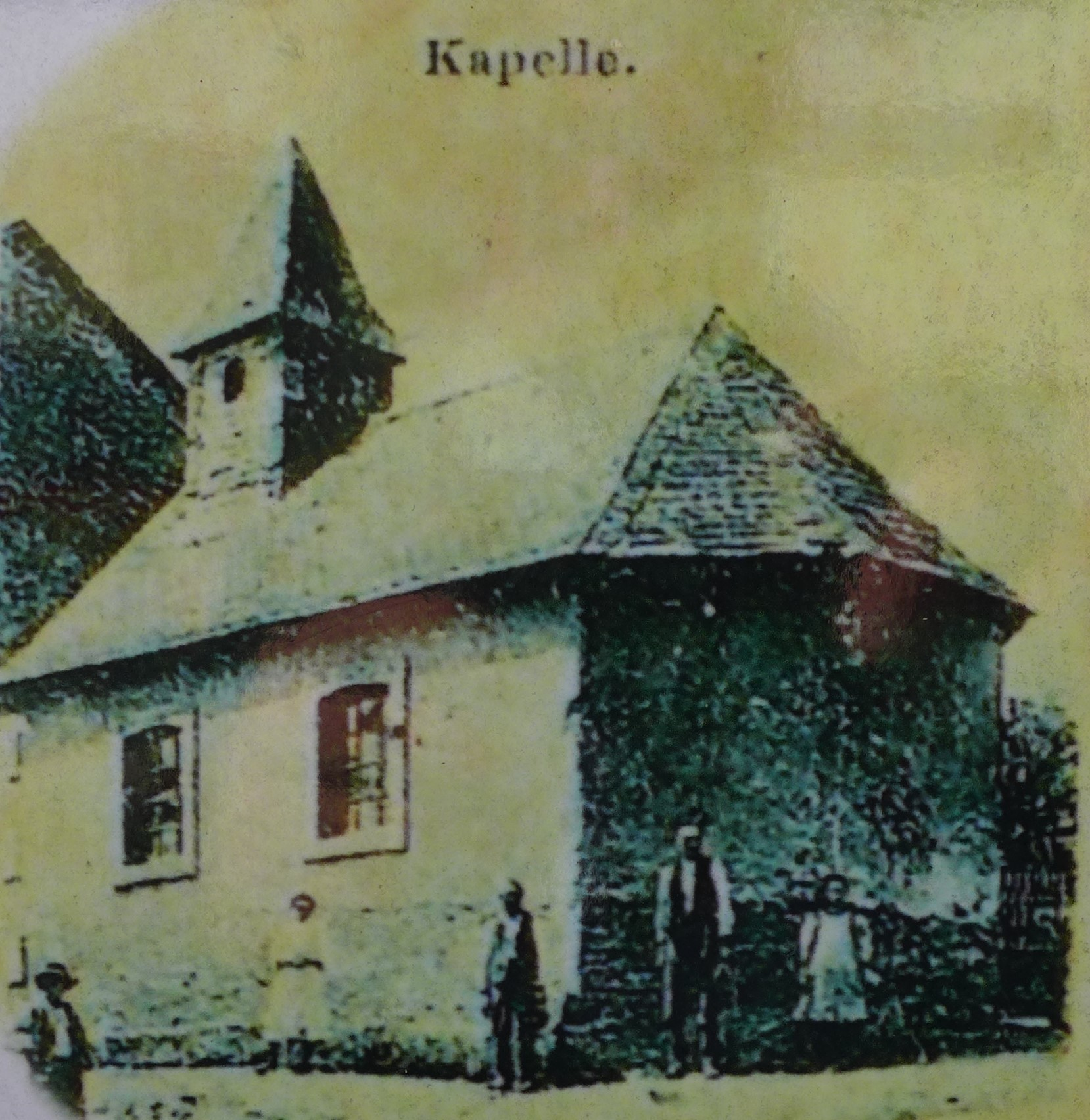
Piesbach, Historische Ansicht der barocken Kapelle um 1900 (Archiv der Gemeinde Nalbach)
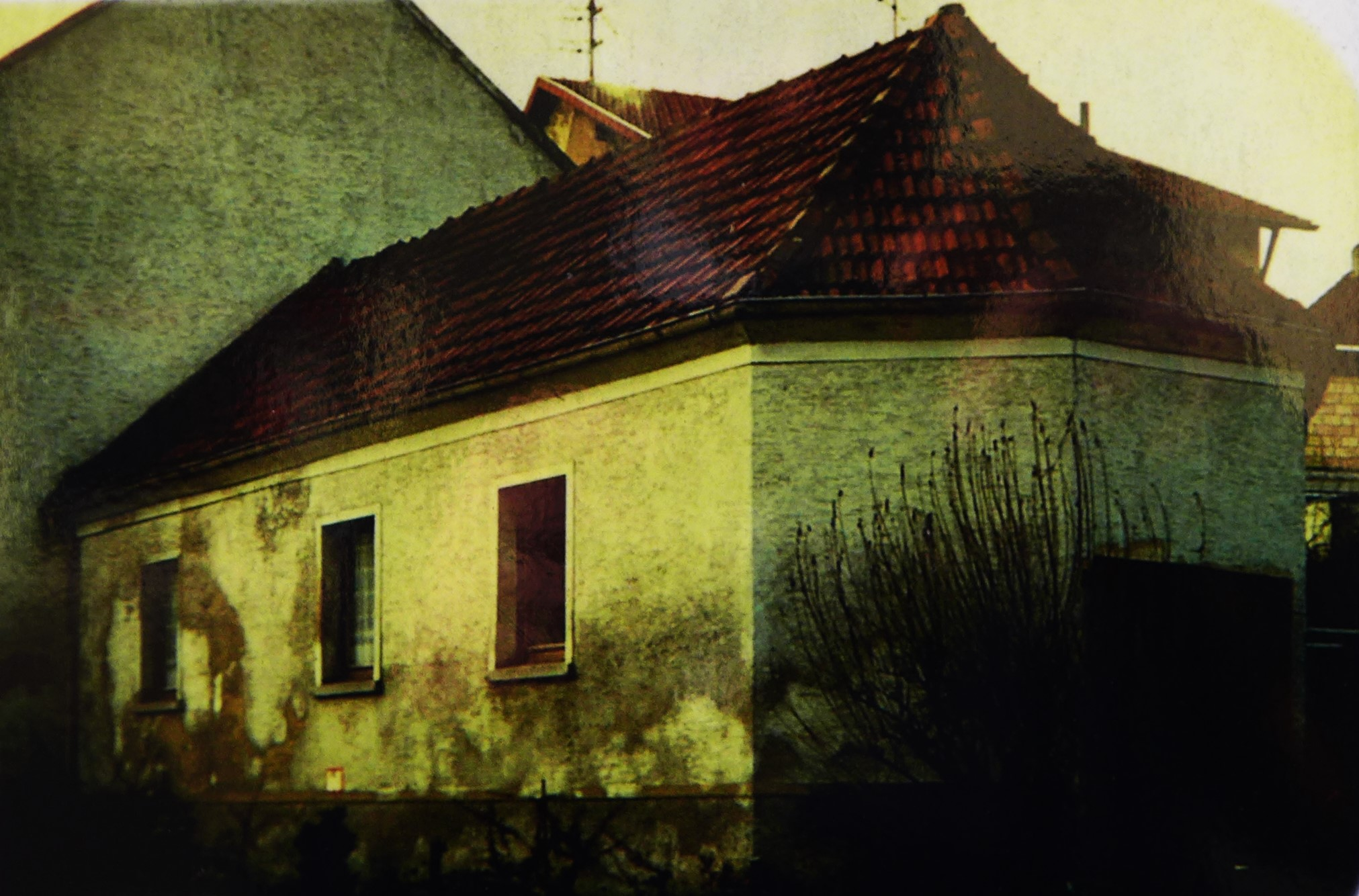
Piesbach; Die umgebaute, ehemalige barocke Kapelle vor dem Abriss
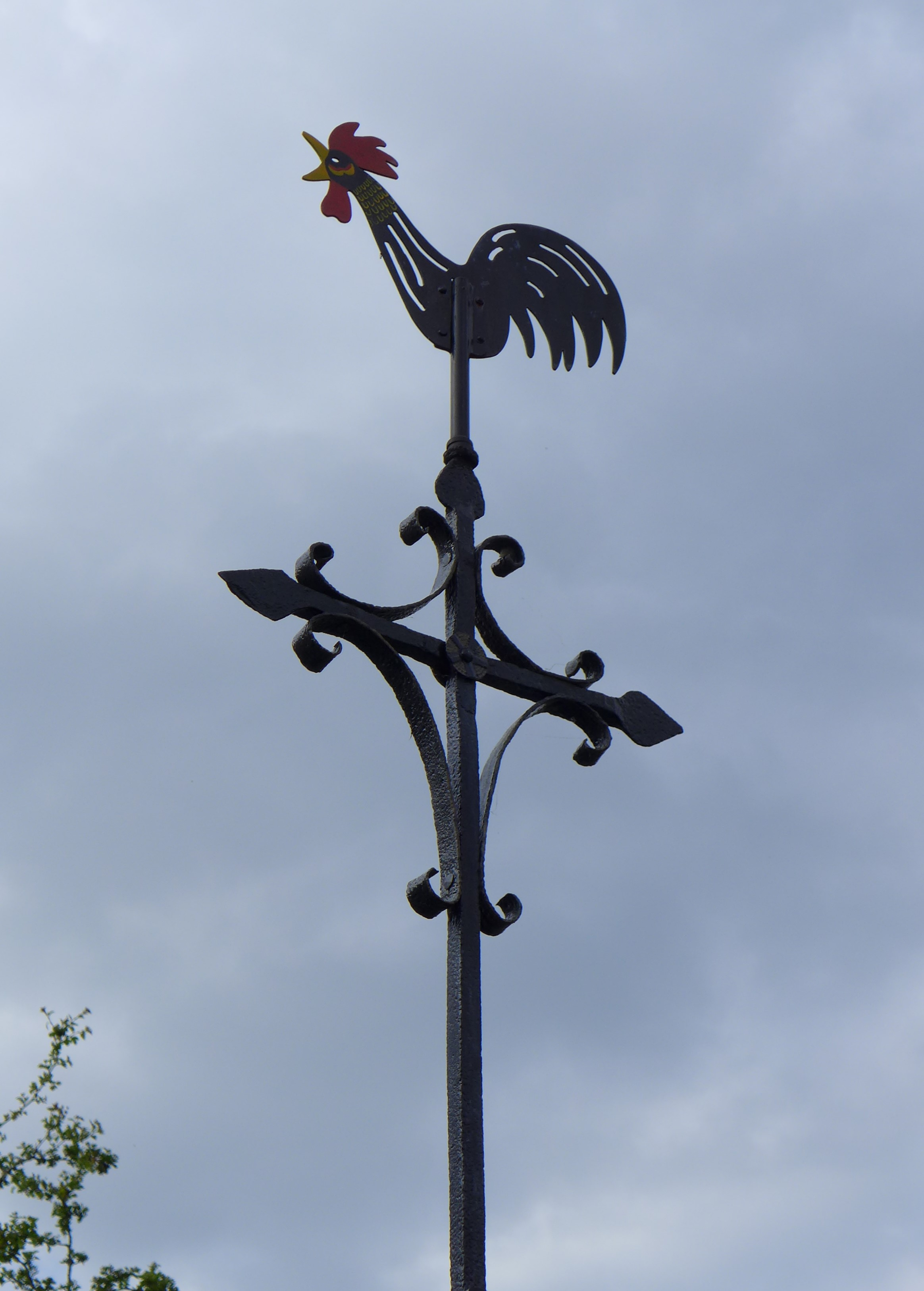
Piesbach, Turmhahn der ehemaligen barocken Kapelle innerhalb einer Grünanlage, die am Standort der ehemaligen Kapelle angelegt wurde

Im 18. Jahrhundert war in Piesbach eine kleine barocke Kapelle mit dem Patrozinium des hl. Johannes des Täufers bzw. des hl. Wendelin errichtet worden. Die Kapelle war ein einfacher Saalbau mit dreiseitigem Abschluss. Der kleine barocke Sakralbau mit schlichtem Dachreitertürmchen stand zwischen der Bachstraße und der Litermontstraße an der Piesbacher Hauptstraße. Die Kapelle wurde im Jahr 1920 von der Kirchengemeinde Nalbach an Privatleute verkauft, da man nun den Gottesdienst im provisorisch zur Notkirche umgebauten Piesbacher Gasthaus feierte. Im Jahr 1934 richtete ein Piesbacher Metzger in der ehemaligen Kapelle ein Schlachthaus ein.  Nach der Einstellung des Metzgereibetriebes im Jahr 1975 nutzte man den barocken Kapellenbau als Garage. Die ehemalige Piesbacher Kapelle aus dem 18. Jahrhundert (Hauptstraße Nr. 129 a) wurde im Jahr 1979 abgebrochen. In den Jahren 2011/2012 legte die Gemeinde Nalbach am alten Kapellenstandort eine Grünanlage an. Die Umfassungsmauern eines Blumenbeetes deuten die Grundmauern der alten Kapelle an. Der alte Turmhahn der Kapelle wurde in der Grünanlage aufgestellt.
Vor dem Ersten Weltkrieg wurde ein Kirchenbauverein gegründet. Durch den Kriegsausbruch im Jahr 1914 wurde ein Neubau verunmöglicht. Deshalb baute man das örtliche Gasthaus Hartmann zu einem provisorischen Gottesdienstraum um. Das ehemalige Gasthaus diente ab dem Jahr 1920 der sonntäglichen Messfeier am Sonntag und zweier Messen an Werktagen. Als erster Seelsorger amtierte der bisherige Nalbacher Kaplan Bernhard Brand, der am 27. Februar 1921 in sein Amt eingeführt wurde. Die Trierer Bistumsverwaltung erhob Piesbach mit Wirkung vom 7. März 1922 zur Pfarrvikarie von Nalbach. Die Piesbacher Zivilverwaltung legte im Jahr 1921 im Gewann „Auf dem Schank“ einen neuen Friedhof an. Bisher waren alle Toten auf dem Nalbacher Kirchhof beerdigt worden. Zum Zweck des Neubaues einer eigenen Piesbacher Kirche stellte die Zivilgemeinde ein Grundstück „Auf dem Schank“ zur Verfügung.

### Kirchenbau

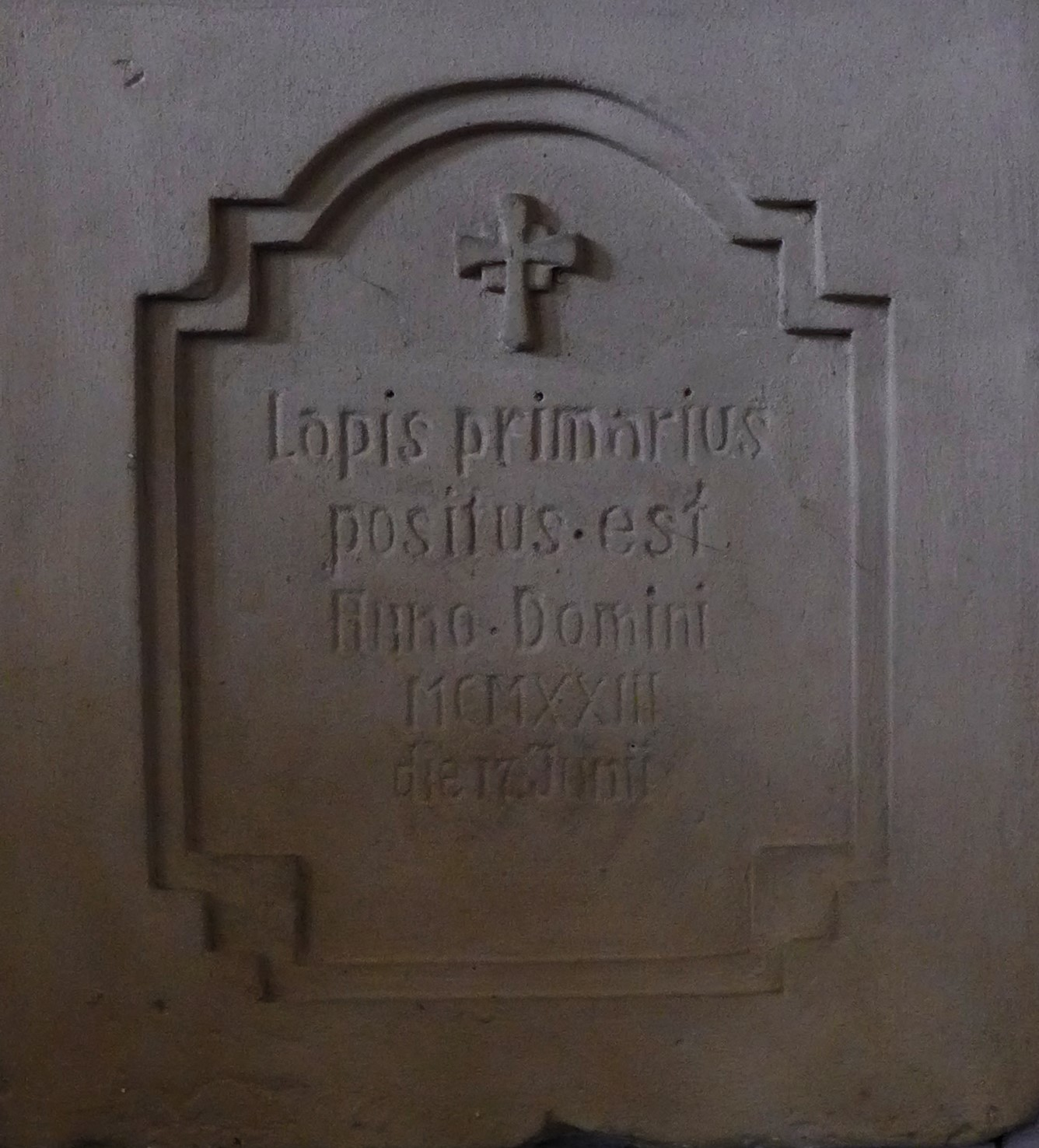
St. Johannes der Täufer (Piesbach), Grundstein der Kirche

In den Jahren 1922–1924 wurde ein Kirchenneubau der Architektengemeinschaft Ludwig Becker & Anton Falkowski aus Mainz erstellt. Am 29. Oktober 1922 wurde der erste Spatenstich zum Kirchneubau getan und am 17. Juni 1923 feierlich der Grundstein verlegt (Die Inschrift auf dem Grundstein der südlichen Chorwand lautet: „Lapis primarius positus est Anno Domini MCMXXIII die 17. Junii“). Am 29. August 1924 hatte man im Glockenturm ein Geläut aus drei Glocken aufgehängt. Am 31. August 1924 konnte die neue Kirche feierlich geweiht werden. Nahezu zeitgleich errichtete die Architektengemeinschaft die Kirche im Piesbacher Nachbarort Körprich und erweiterte die Mutterkirche des Nalbacher Tales, St. Peter und Paul in Nalbach.

### Pfarrliche Abtrennung von der Nalbacher Mutterkirche
Im Jahr 1922 war Piesbach mit Bettstadt als Pfarrvikarie von Nalbach getrennt worden. Die Erhebung zur Pfarrei erfolgte am 1. Oktober 1927. Vikar Brand wurde somit zum Pfarrer von Piesbach ernannt. Die alte Piesbacher Kapelle aus der Barockzeit hatte man inzwischen zum Wohnhaus umgebaut und im Jahr 1979 abgerissen. Am 16. April 1929 wurde die Konsekration des Sakralgebäudes vollzogen. Das Sakralgebäude erlitt zusammen mit dem angebauten Pfarrhaus schwere Schäden durch den Artilleriebeschuss der US-Armee im Kriegswinter 1944/1945. Besonders betroffen waren der Chorbereich, die Fensterverglasungen sowie die Orgel.

## Baugestaltung

### Äußeres

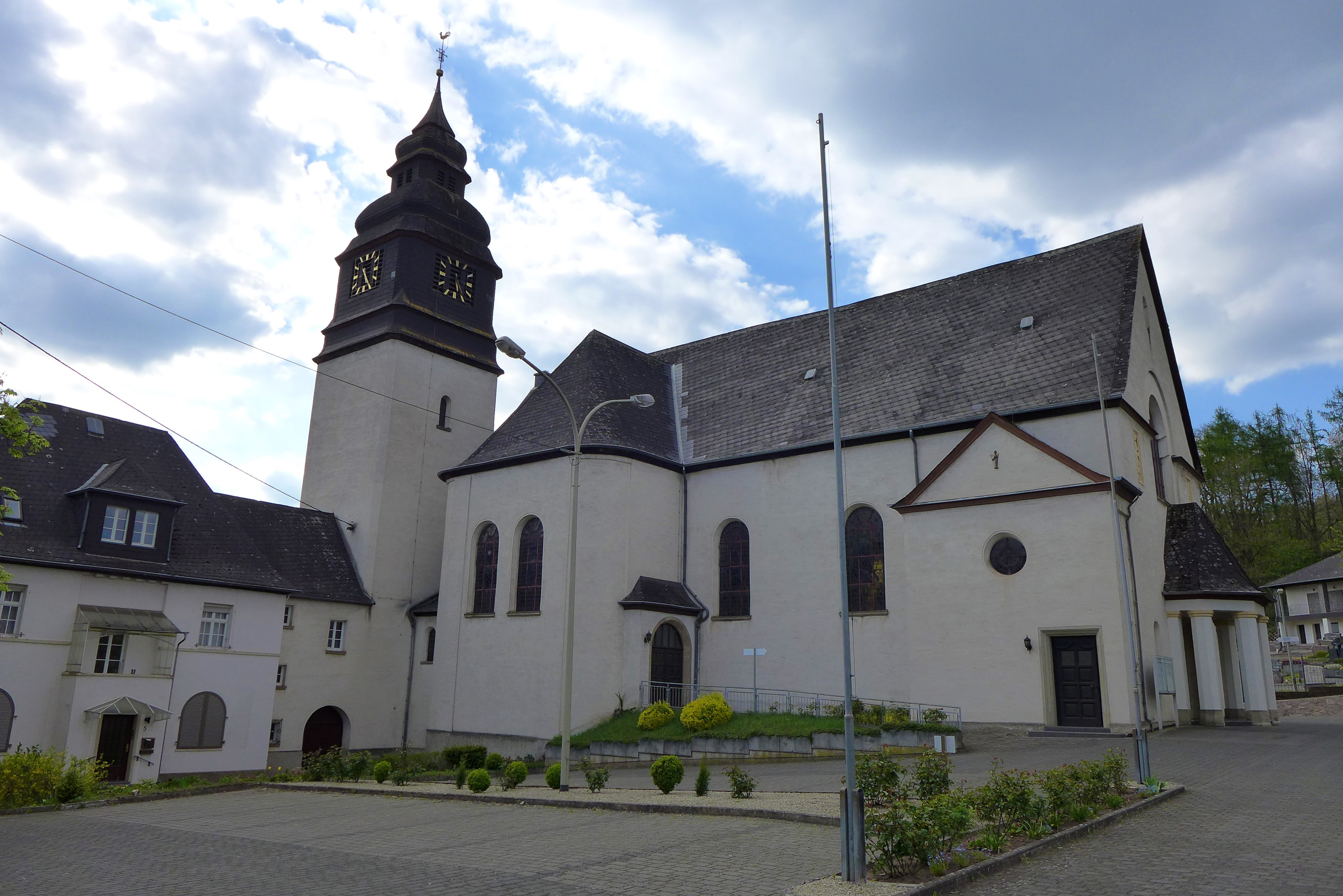
Piesbach, Kirche auf dem Schank
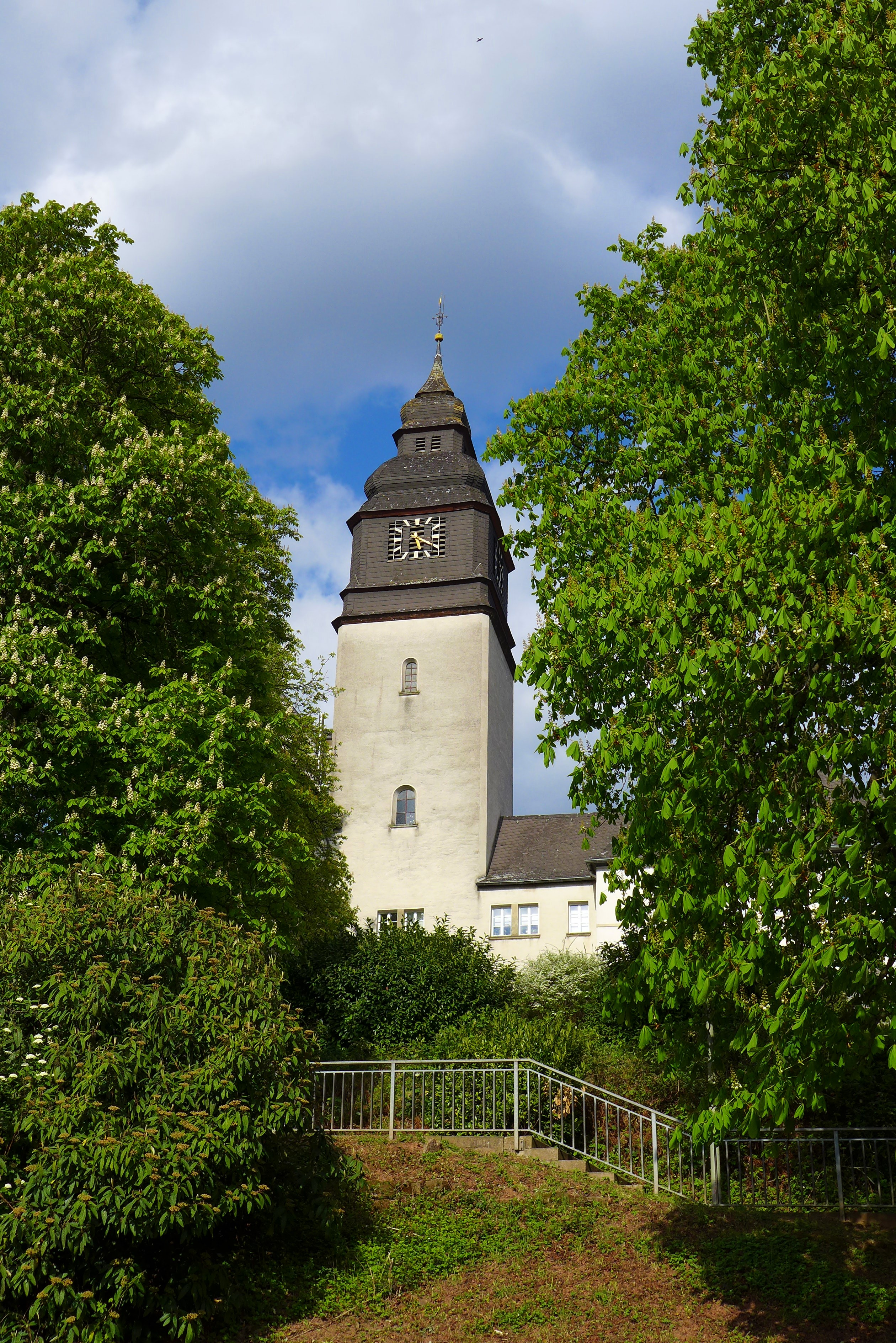
Piesbach; Kirchturm mit verschieferter, neobarocker Haube
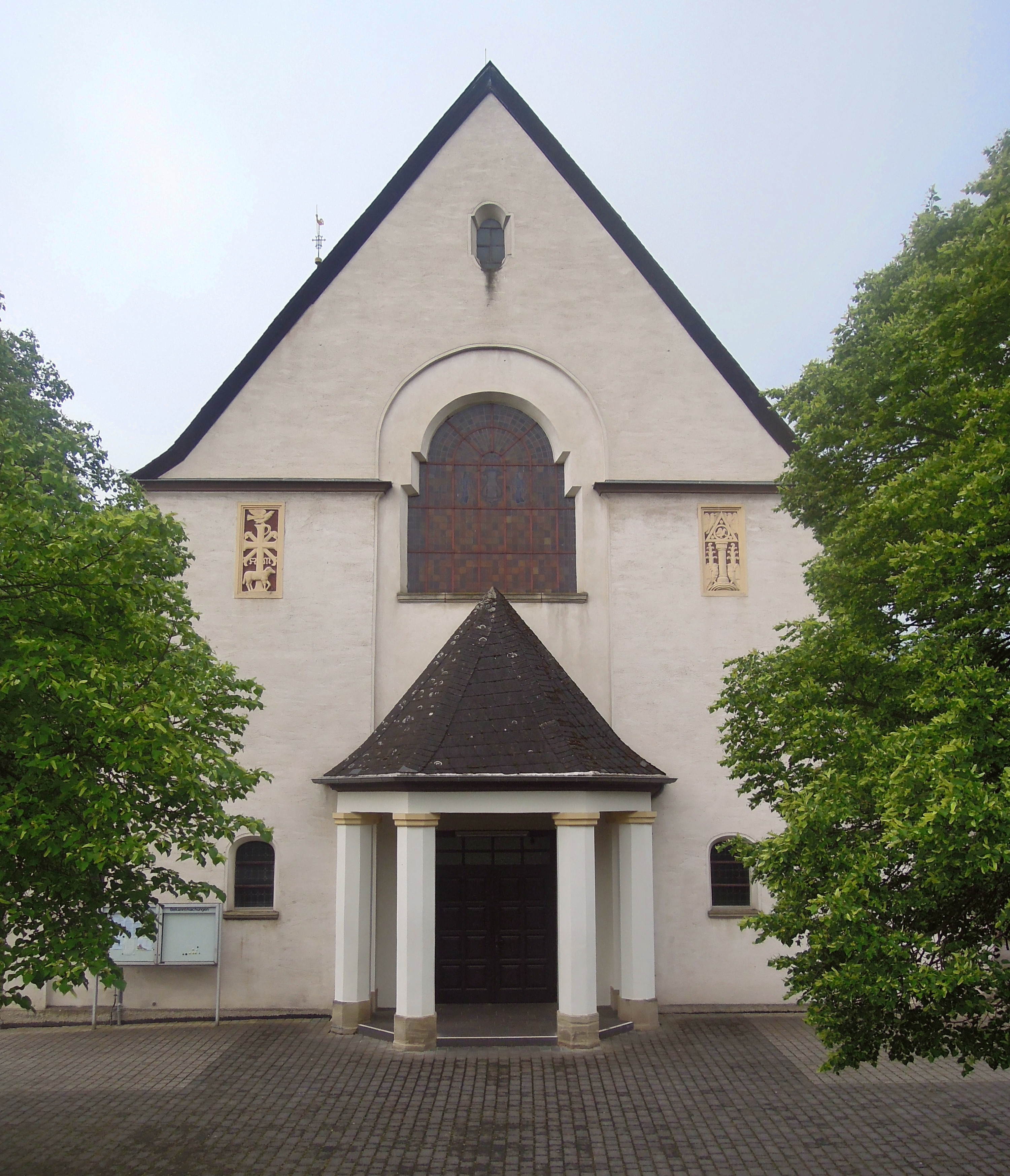
Piesbach Kirche, Portalfront mit Symbolreliefs an der Fassade
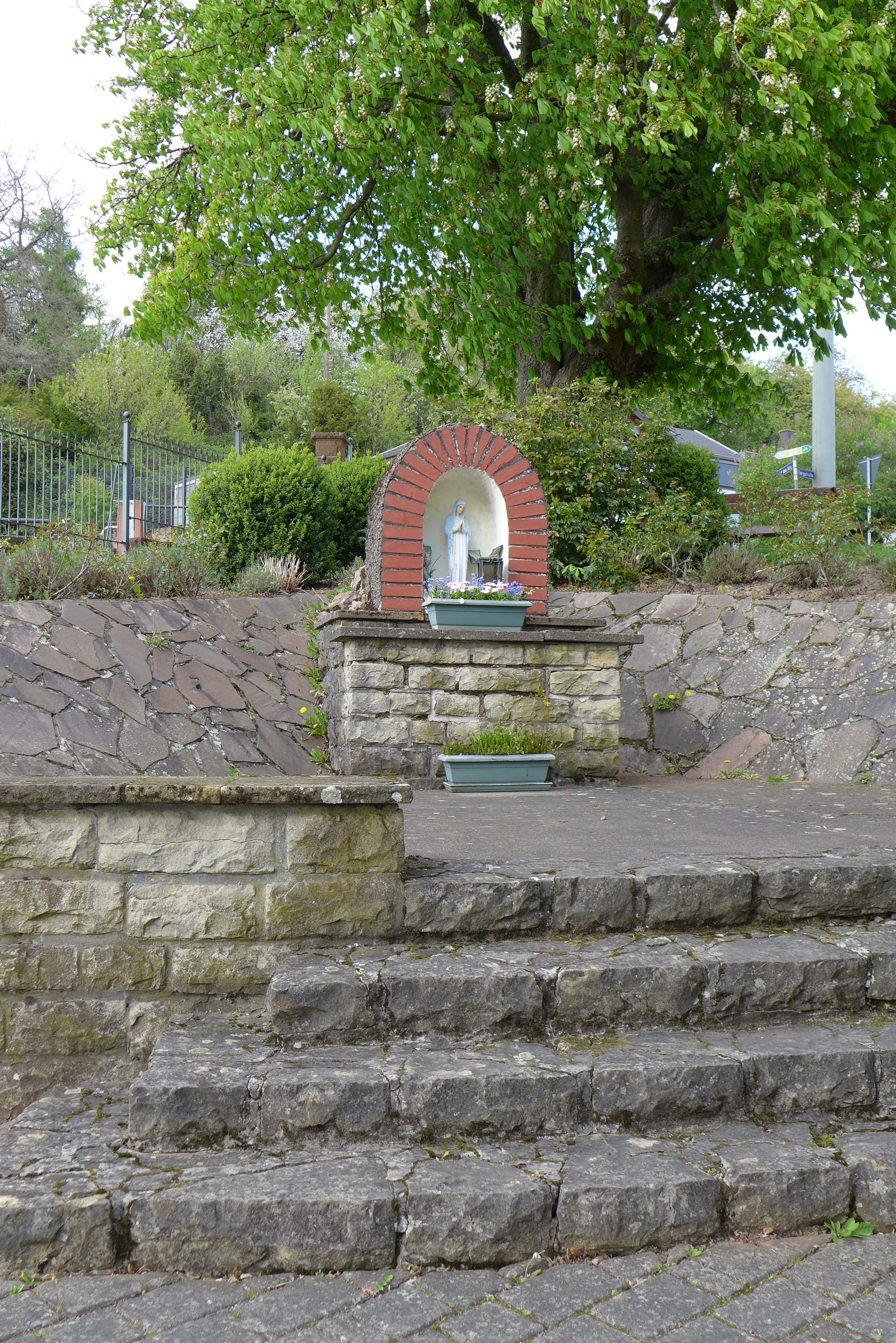
Piesbach, Mariengrotte vor der Kirche
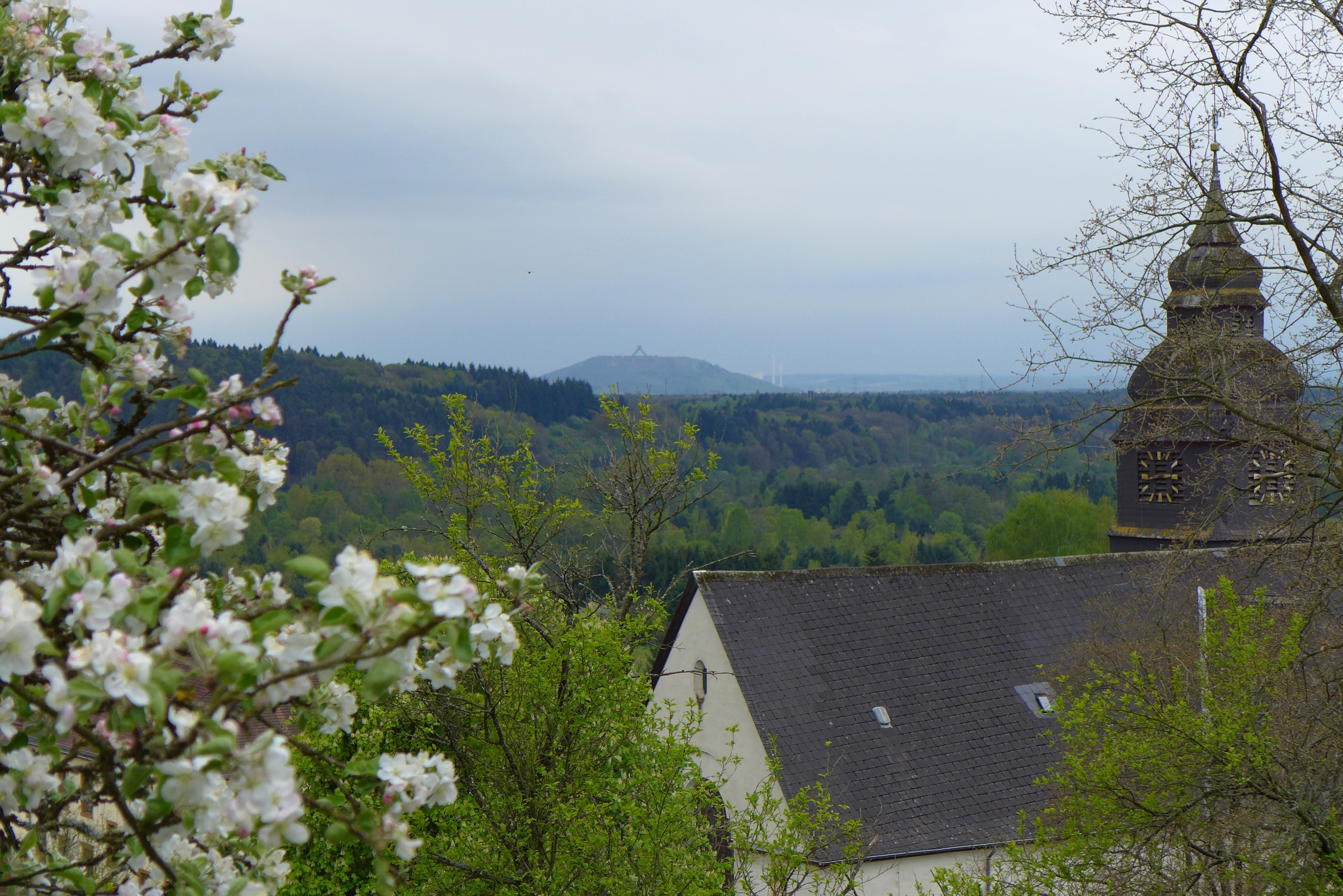
Blick über die Kirche zum Saarpolygon

Das Langhaus des verputzten und gestrichenen Kirchenbaues hat drei Joche. An das Langhaus schließt sich ein ausladendes, niedrigeres Querschiff an. Die Ecken des Querschiffes sind in barockisierender Weise zwischen flachen Lisenen abgerundet. Die Apsis der Kirche ist vom Chor in Höhe und Breite abgesetzt und schließt in einem Halbrund. Das Äußere der Apsis ist durch flache Blendnischen gegliedert, die durch Lisenen voneinander geteilt werden.
Das Gebäude wird an der Hangseite in Richtung Westen und an der Haupteingangseite durch unterschiedliche Nebenräume aufgelockert. Rechts des Haupteingangs befindet sich eine dreiseitig schließende Seitenkapelle. Links befindet sich ein zwerchhausähnlicher Seiteneingang, dessen Satteldach bis an die Traufe des Hauptschiffes reicht.
Der Kirchturm ist als Chorflankenturm gestaltet und verbindet geschickt Kirche und Pfarrhaus. Die Eingangsfassade der Kirche ist als blickfangende Hauptansicht gestaltet. Das Obergeschoss des Turmes und die übrigen Dachflächen sind mit Schiefer gedeckt. Die Helmelemente des Turmes wirken kissenartig geschichtet und geben dem Bauteil ein barockes Aussehen. Das Glockengeschoss mit der Turmuhr ist geschiefert, die Schallfenster schließen gerade.
Durch wenige architektonische Schmuckelemente (ovale, konvex ausschwingende Kapellenfenster, leicht geknickte Verdachungen) bekommt der Gesamtbau barocken Schwung. Die achteckigen Stützen der Westvorhalle und die flache Rundbogennische darüber, die das abgetreppte, große Rundbogenfenster umrahmt, verweisen auf die Gestaltungsformen der 1920er Jahre. Die Wandflächen der Haupteingangsfassade sind mit christlichen Symbolen (links: Christusmonogramm ☧  mit Taube und Lamm, rechts: Säule mit Dreiecks-Symbol der Trinität und fünf Tauben) geschmückt.

### Inneres

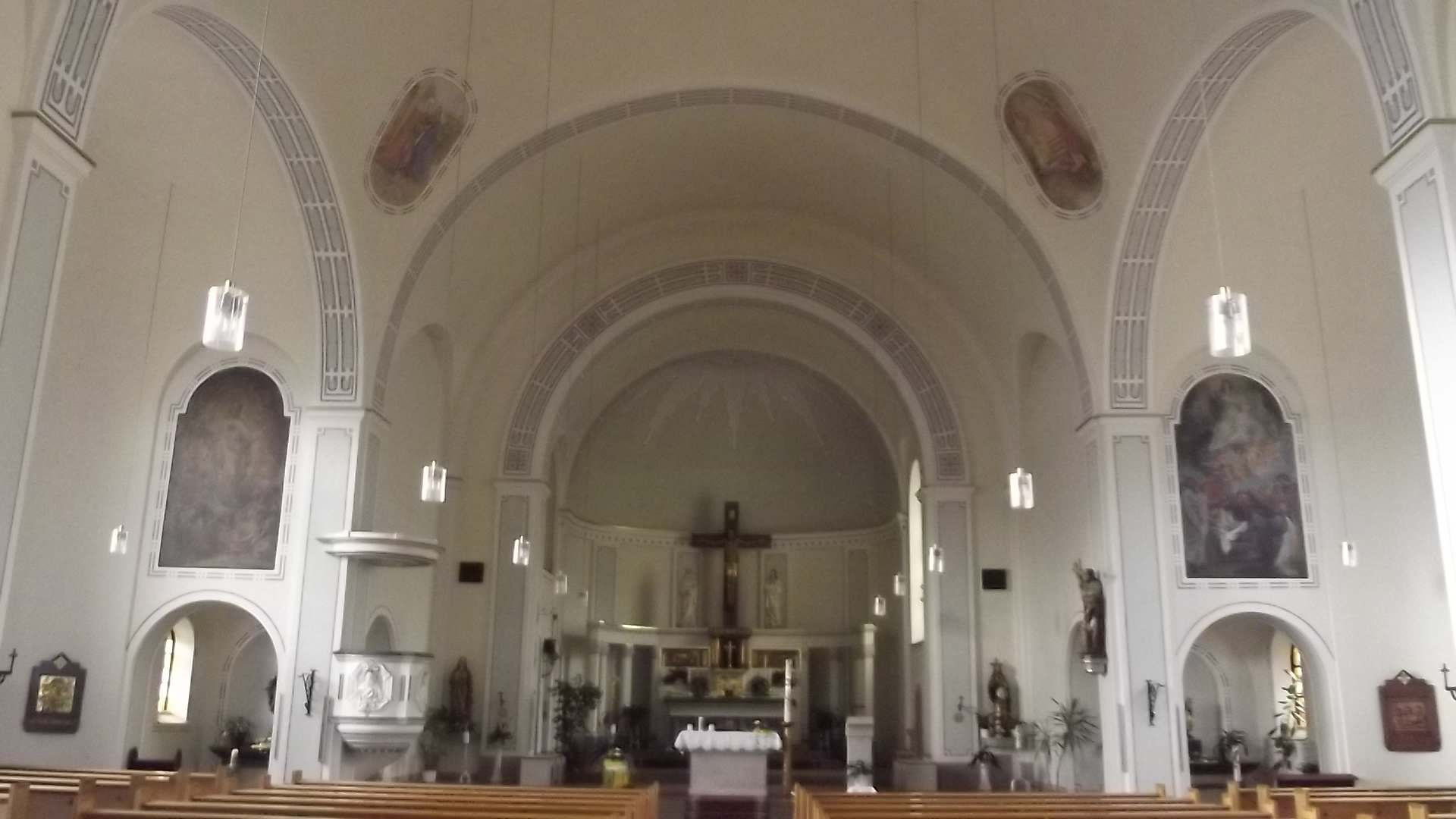
Piesbach, St. Johannes der Täufer, Innenansicht mit Querschiff
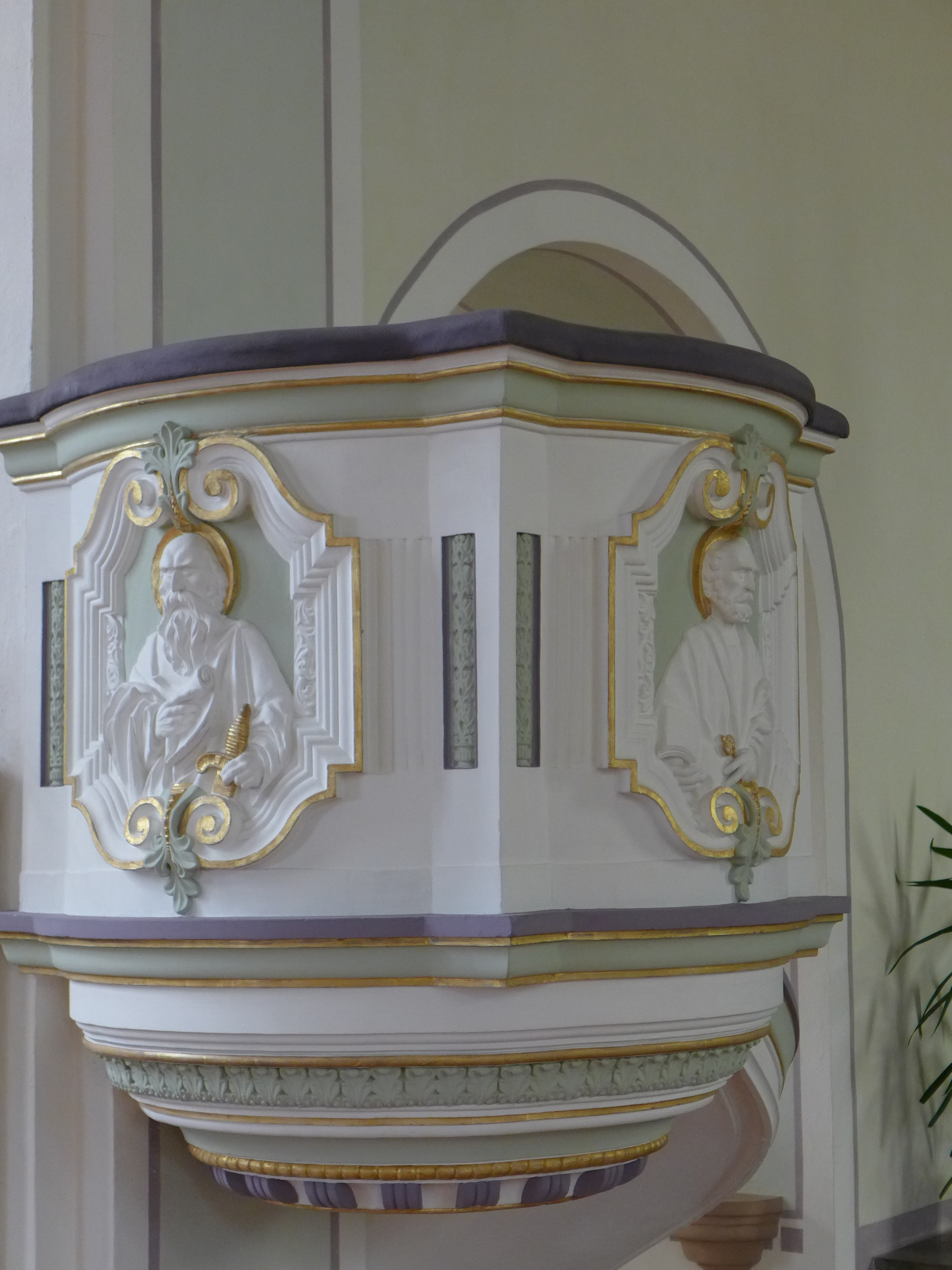
Piesbach, Pfarrkirche, Neobarocke Kanzel
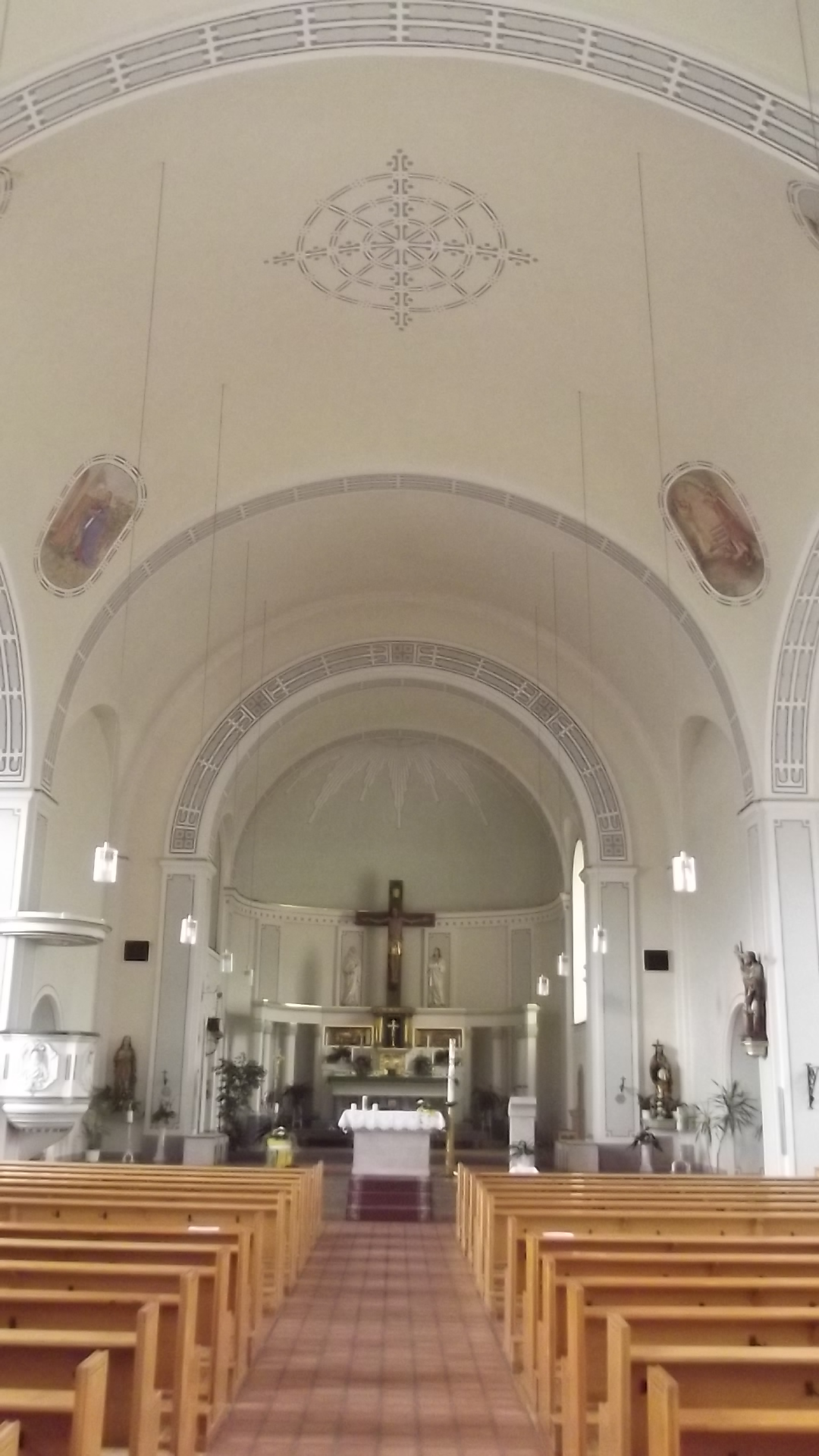
Piesbach, St. Johannes der Täufer, Inneres gegen die Apsis
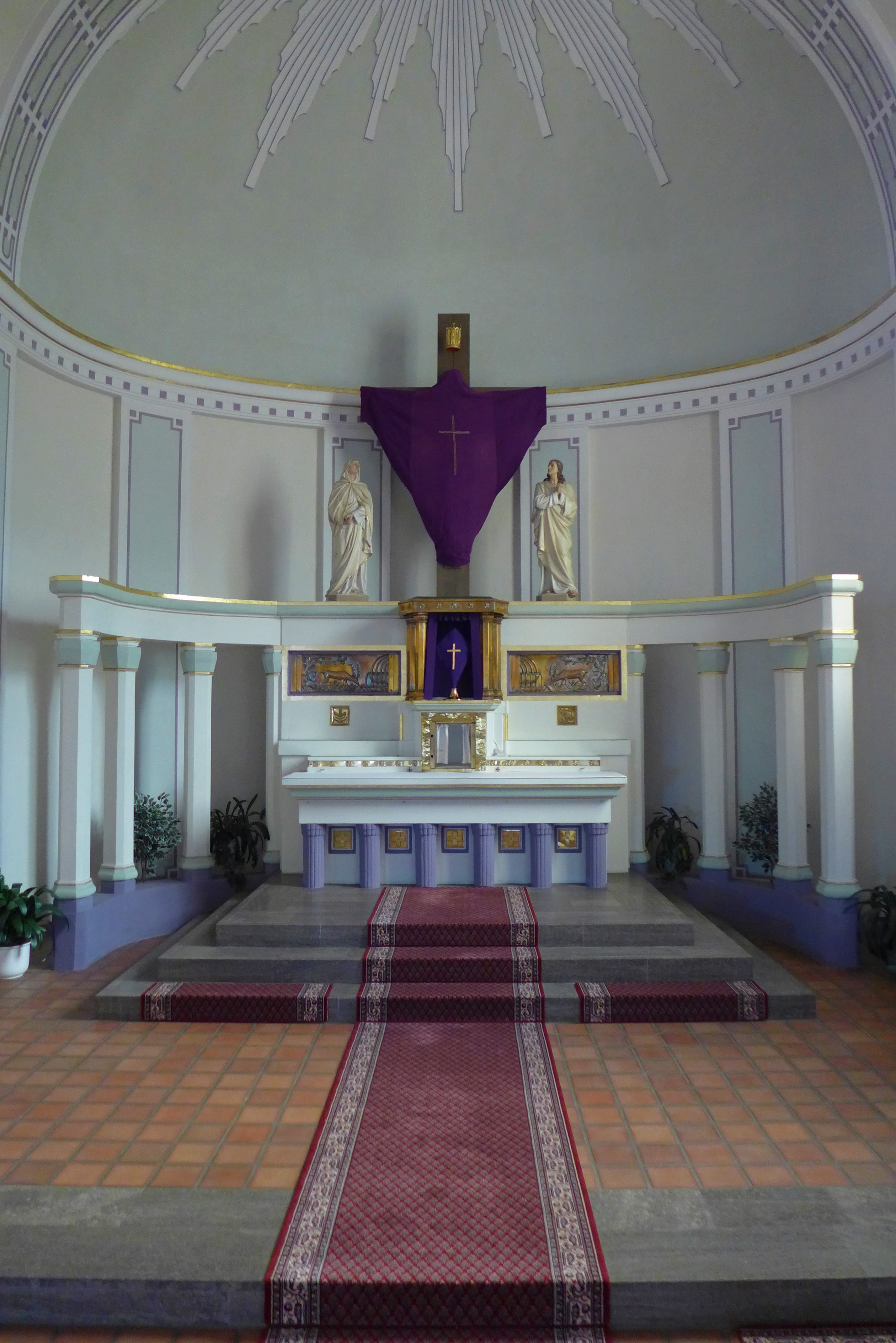
St. Johannes der Täufer, Hochaltar mit Stilelementen des Art déco während der Passionszeit
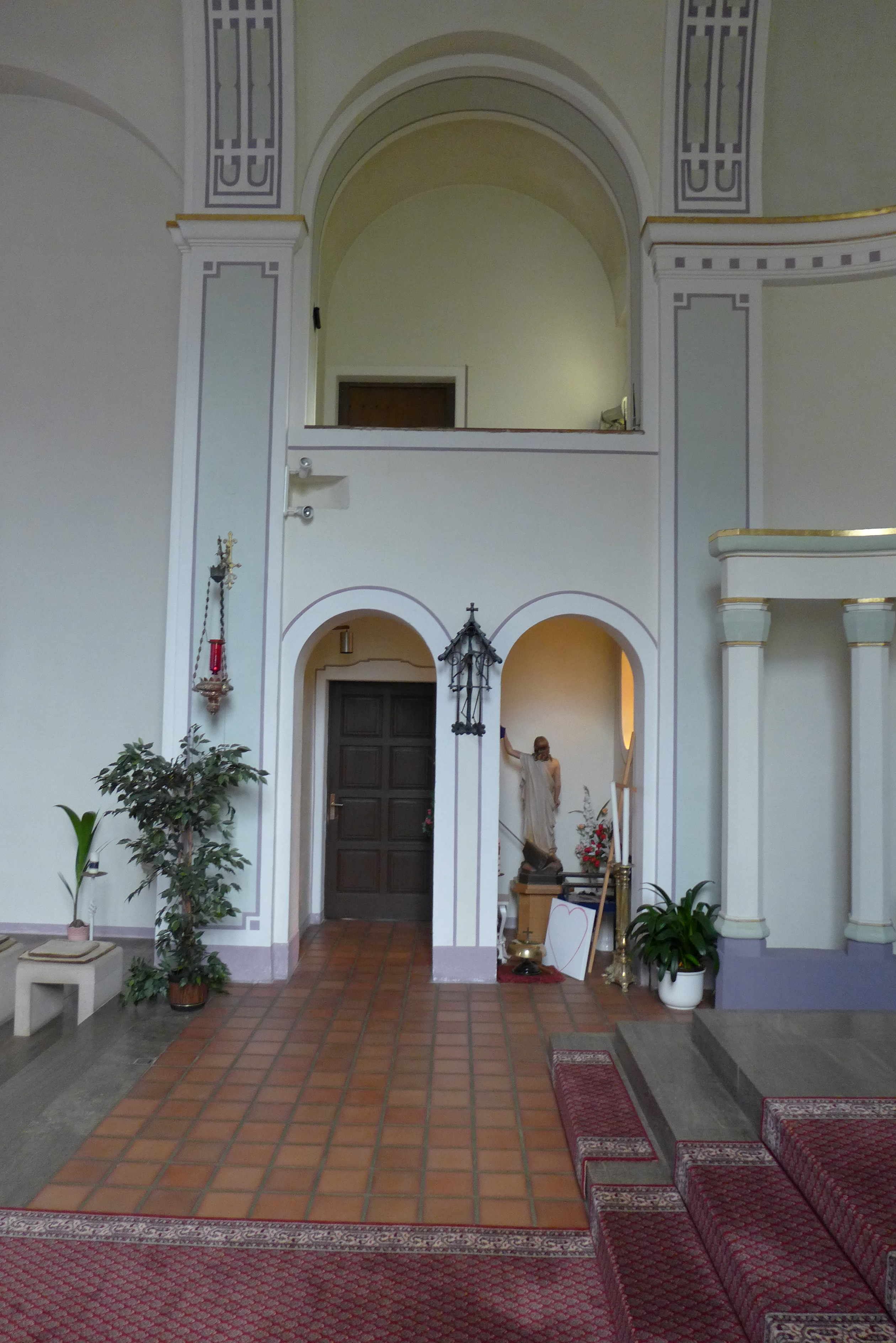
St. Johannes der Täufer, Eingang zur Sakristei, darüber ein kleines Oratorium

#### Architektur
Das Innere der Kirche weist eine Tonnenwölbung auf. Über Pilastern erheben sich Gurtbögen, die die Joche unterteilen. Zum tiefen Vorchorjoch und zum Querschiff öffnen sich Nebenchöre in Rundbögen. Die Apsis ist eingezogen. Wie im Außenbereich ist die Apsis im Inneren durch flache Lisenen gegliedert. Profilierte Abschlussgesimse unterstreichen den feierlichen, barockisierenden Charakter. Die Rückwand weist keine Fenster auf.
Apsis
Durch die fehlende Durchfensterung der Apsisrückwand fangen die Vergoldungen des Altarretabels das wenige Licht auf und erzeugen so Glanzpunkte um das Tabernakel. Zu beiden Seiten der Expositoriumsnische laben sich in goldglänzender Metalltreibarbeit Hirsche an einer Quelle, eine Verbildlichung aus dem 42. Psalm: „Wie der Hirsch schreit nach frischem Wasser, so schreit meine Seele, Gott, zu dir.“ Die Taube des Heiligen Geistes sendet in der Apsiskalotte Strahlen aus und bezieht sich so auf die Gaben des Heiligen Geistes.

#### Neobarocke Formensprache
Die Ausgestaltung mit Gemälden und Figurenschmuck zitiert insgesamt barocke Formensprache.

#### Eingangsbereich
Vom Haupteingang links unter der Orgelempore hängt ein Ölgemälde der Vierzehn Nothelfer. Die kleine Kapelle rechts vom Haupteingang enthält eine Pietà, einen Auferstehungsheiland und das Missionskreuz aus dem Jahr 1929 (Inschrift: Erste heilige Mission 19. Mai – 2. Juni 1929).

#### Kirchenfenster
Die Langhausfenster links vom Haupteingang zeigen in Richtung zur Apsis die hl. Elisabeth von Thüringen mit dem Rosenwunder und den hl. Antonius von Padua.
Die Langhausfenster rechts vom Haupteingang zeigen in Richtung zur Apsis den hl. Vinzenz von Paul und den hl. Niklaus von Flüe. Die Fenster des linken Querhauses zeigen die hl. Agnes von Rom und den hl. Aloisius von Gonzaga. Die Fenster des rechten Querhauses zeigen die hl. Therese von Lisieux ihre Biographie schreibend, und die hl. Gertrud von Helfta mit Kreuz. Die Fensterinschriften entstammen den Seligpreisungen (Makarismen) der Bergpredigt im Matthäusevangelium 5,3-12 .

#### Rechte Seitenkapelle
Das Gemälde über der Seitenkapelle rechts vom Altar thematisiert die Himmelfahrt Mariens. In der Kapelle befindet sich eine Statue des hl. Josef von Nazaret mit dem Jesuskind.

#### Linke Seitenkapelle

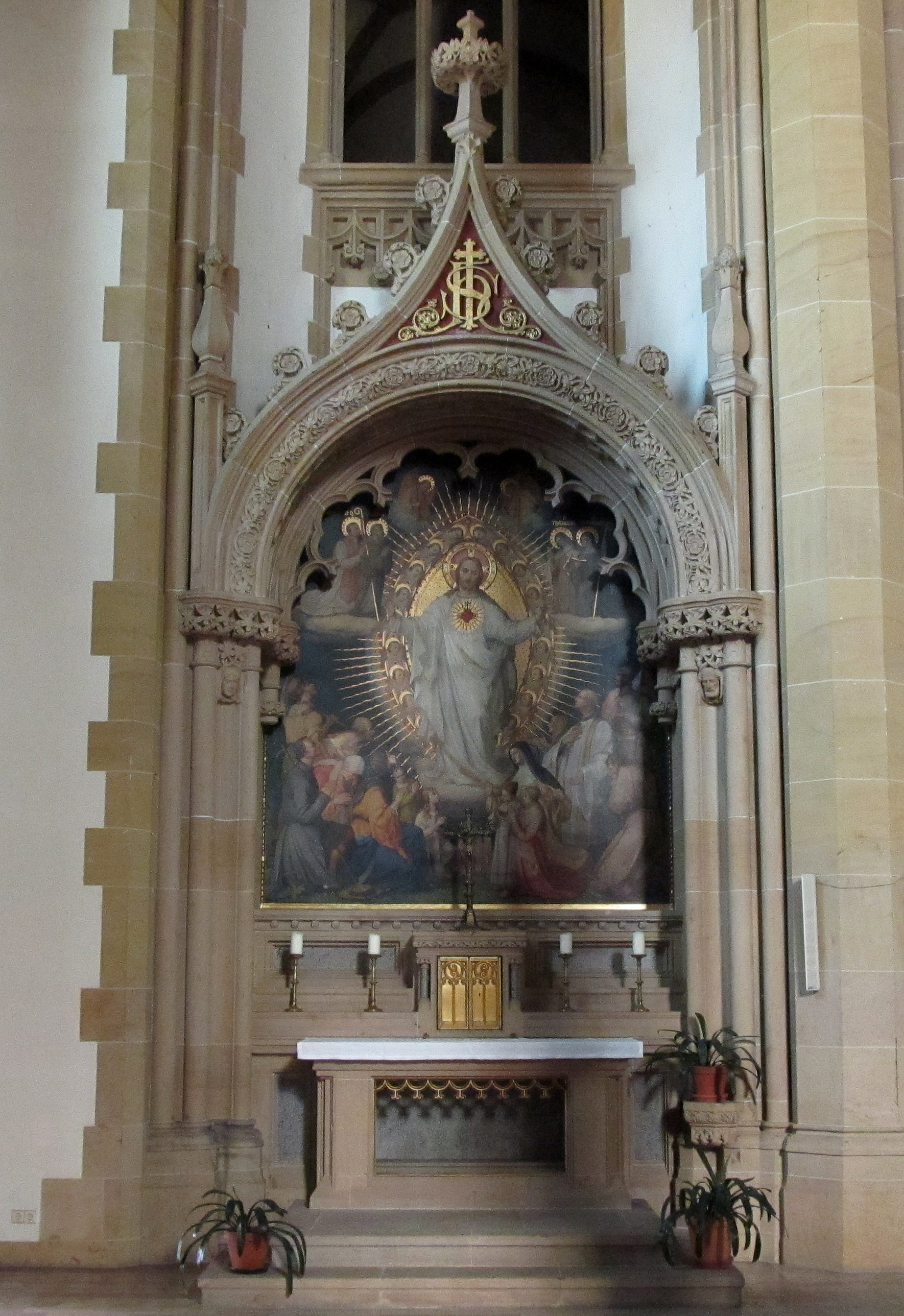
Speyer, Josephskirche, Seitenaltar, Vorbild des Piesbacher „Herz-Jesu-Bildes“ (Franz Michael Ronge, München)

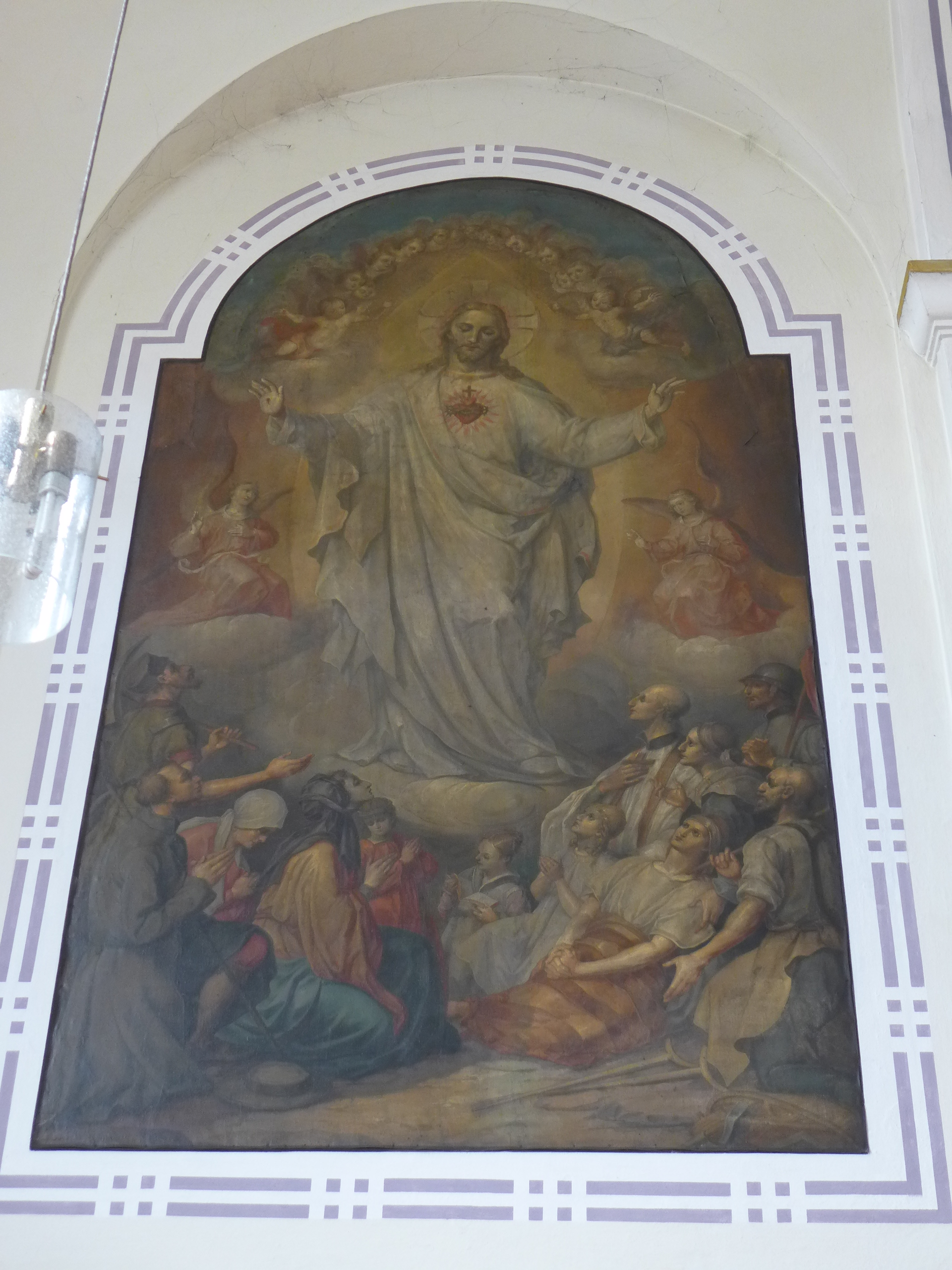
Piesbach, Pfarrkirche, Gemälde „Die Anbetung des Heiligsten Herzens Jesu durch alle Stände“ (Franz Michael Ronge, München)

Das Gemälde über der Seitenkapelle links vom Altar stellt die Anbetung des Heiligsten Herzen Jesu dar. Das Gemälde schuf der Münchener Maler Franz Michael Ronge (1853–1925). Vorbild des Piesbacher Gemäldes ist das große, im Jahr 1914 entstandene Herz-Jesu-Gemälde desselben Künstlers in der St. Josephskirche in Speyer, zu deren Gestaltung Architekt Ludwig Becker, der auch die Piesbacher Kirche entworfen hatte, die Pläne lieferte. Während das Speyrer Vorbild mit festlichem Goldglanz aufwartet, ist das Piesbacher Gemälde wie mit einem imaginären Grauschleier versehen. Die hilfeerheischende Körperhaltung, der wehmütige Gesichtsausdruck und die Auswahl der dargestellten Personen unterscheidet sich vom Speyrer Vorbild. Die Ereignisse des Ersten Weltkrieges dürften sich im Piesbacher Gemälde niedergeschlagen haben. In der Kapelle befindet sich eine Statue der Unbefleckten Empfängnis. Links vom Eingangsbogen zur Kapelle befindet sich eine Metallprägearbeit der Maria, Mutter vom Guten Rat.

#### Kanzel
Die Kanzel am linken Chorbogenpfeiler zeigt in barockisierender Manier die Patrone der Nalbacher Mutterpfarrei St. Peter und Paul, Petrus und Paulus, deren Patrozinium auf die Entstehung Nalbachs als mittelalterliche Fischersiedlung hinweist.

#### Kuppel
Die Ovalgemälde in der Kuppel thematisieren Szenen aus dem Leben des Kirchenpatrons Johannes des Täufers:
- Der Besuch der schwangeren Maria bei ihrer Base Elisabeth, der Mutter Johannes des Täufers (Mariä Heimsuchung), bei dem Maria nach der Ankündigung der Geburt Jesu durch den Engel Gabriel auf Elisabeths prophetischen Willkommensgruß mit dem Magnificat antwortet (Lukasevangelium (Lk 1,46-55 EU)).
- Johannes der Täufer predigt in der Wüste
- Johannes der Täufer tauft Jesus im Jordan
- Die Enthauptung Johannes des Täufers im Gefängnis

#### Skulpturen
An Skulpturenschmuck befindet sich im Langhaus links eine Statue des hl. Antonius von Padua und rechts eine Statue der hl. Anna, ihre Tochter Maria lehrend. Links von der Apsis befindet sich eine Statue der hl. Barbara von Nikomedien, rechts davon eine Herz-Jesu-Statue. Am Pfeiler gegenüber der Kanzel befindet sich eine Statue des Kirchenpatrons Johannes des Täufers in predigender Haltung mit Kreuzesstab und der Banderole, die auf das Lamm Gottes hinweist.

## Orgel

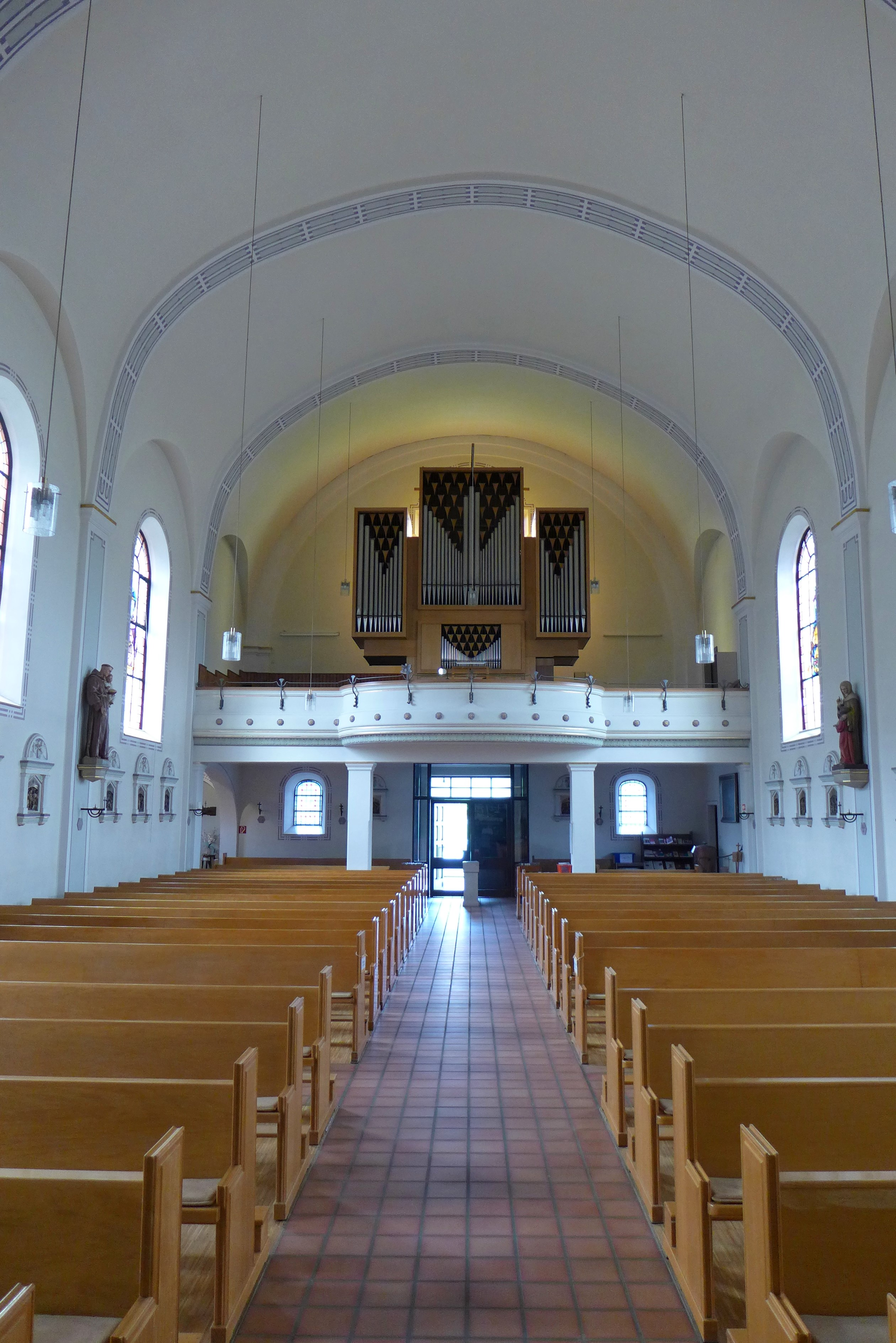
St. Johannes der Täufer (Piesbach), Kircheninneres mit Blick zur Orgelempore

Die als Pfarrkirche genutzte Wallerfanger Augustinerklosterkirche wurde im Jahr 1843 durch Carl Philipp Stumm (* 17. August 1783; † 23. November 1845) und Franz Heinrich Stumm (* 8. August 1788; † 26. Januar 1859), Vertreter der vierten Generation der renommierten Hunsrücker Orgelbauerfamilie Stumm, zum Preis von 760 Talern mit einer Orgel ausgestattet. Der Auftrag war bereits am 13. Dezember 1840 erteilt worden. Vor dem Abriss der gotischen Klosterkirche wurde die Orgel im Jahr 1861 für 450 Taler zur Ausstattung der Lisdorfer Kirche St. Crispinus und Crispinianus verkauft. Der Orgelbauer Johann Schlaad (* 11. November 1822 in Kestert, † 16. November 1892 in Waldlaubersheim)  aus Waldlaubersheim besorgte die Übertragung in das nahegelegene Dorf. In Lisdorf wurde die Wallerfanger Stumm-Orgel durch die Orgelbaumanufaktur Dalstein & Haepfer auf 15 Register und zwei Manuale vergrößert. Im Jahr 1943 verkaufte man das Instrument nach Piesbach zur Ausstattung der Kirche St. Johannes der Täufer.
Die heutige, kastenartige, moderne Orgel auf der im Mittelteil leicht ausschwingenden Empore orientiert sich nicht an der barockisierenden Formensprache des Gesamtbaues und verdeckt das große Fenster der Eingangsfassade.
Erbaut wurde die Orgel von der Firma Hugo Mayer (Heusweiler) im Jahr 1981. Das Schleifladen-Instrument verfügt über 14 Register, verteilt auf zwei Manuale und Pedal. Die Spieltraktur ist mechanisch, die Registertraktur elektrisch. Die Stimmtonhöhe beträgt 440 Hz. Die Temperatur (Stimmung) ist gleichstufig. Die Disposition lautet wie folgt:
| I Hauptwerk C–g3 |           |       |
| 1.               | Principal | 8′    |
| 2.               | Rohrflöte | 8′    |
| 3.               | Oktave    | 4′    |
| 4.               | Waldflöte | 2′    |
| 5.               | Mixtur IV | 1 ⁄3′ |
| 6.               | Trompete  | 8′    |

| II Brustwerk C–g3 |                |       |
| 7.                | Holzgedackt    | 8′    |
| 8.                | Blockflöte     | 4′    |
| 9.                | Prinzipal      | 2′    |
| 10.               | Sesquialter II | 2 ⁄3′ |
| 11.               | Scharff III    | 2⁄3′  |
|                   | Tremulant      |       |

| Pedal C–f1 |               |     |
| 12.        | Subbass       | 16′ |
| 13.        | Principalbass | 8′  |
| 14.        | Choralbass    | 4′  |

- Koppeln: II/I, I/P, II/P
- Spielhilfen: 2 freie Kombinationen, Tutti

## Glocken
Die drei Gussstahlglocken (Ø 143 cm, 126 cm, 101,6 cm) wurden im Jahr 1923 von der Glockengießerei Bochumer Verein hergestellt.

## Pfarrer

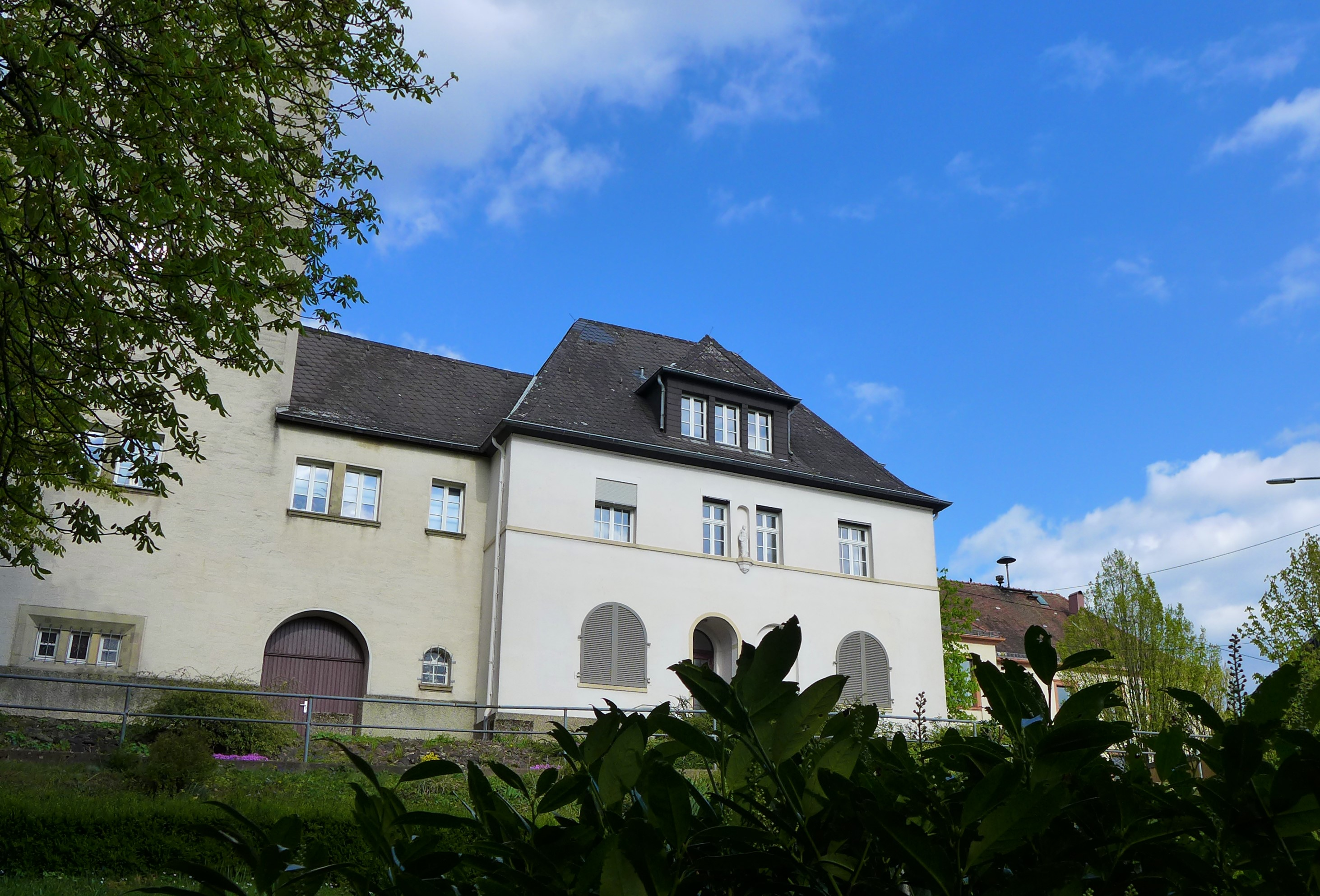
St. Johannes der Täufer (Piesbach), Pfarrhaus auf dem Schank

Folgende Seelsorger haben in Piesbach gewirkt:
- Bernhard Brand: 1921–1935
- Nikolaus Hein: 1935–1972
- Piet Plouvier: 1972–1979
- Leo Simon, der von 1976 bis 1981 Pfarrer in Nalbach gewesen war, verwaltete die Pfarrei im Jahr 1981
- Albert André, der Regionaldekan der Region Saar-Hochwald, bezog im Jahr 1981 das Piesbacher Pfarrhaus und übernahm ab Oktober 1981 als zusätzliche Aufgabe auch die Verwaltung der Pfarrei Piesbach.

## Friedhöfe

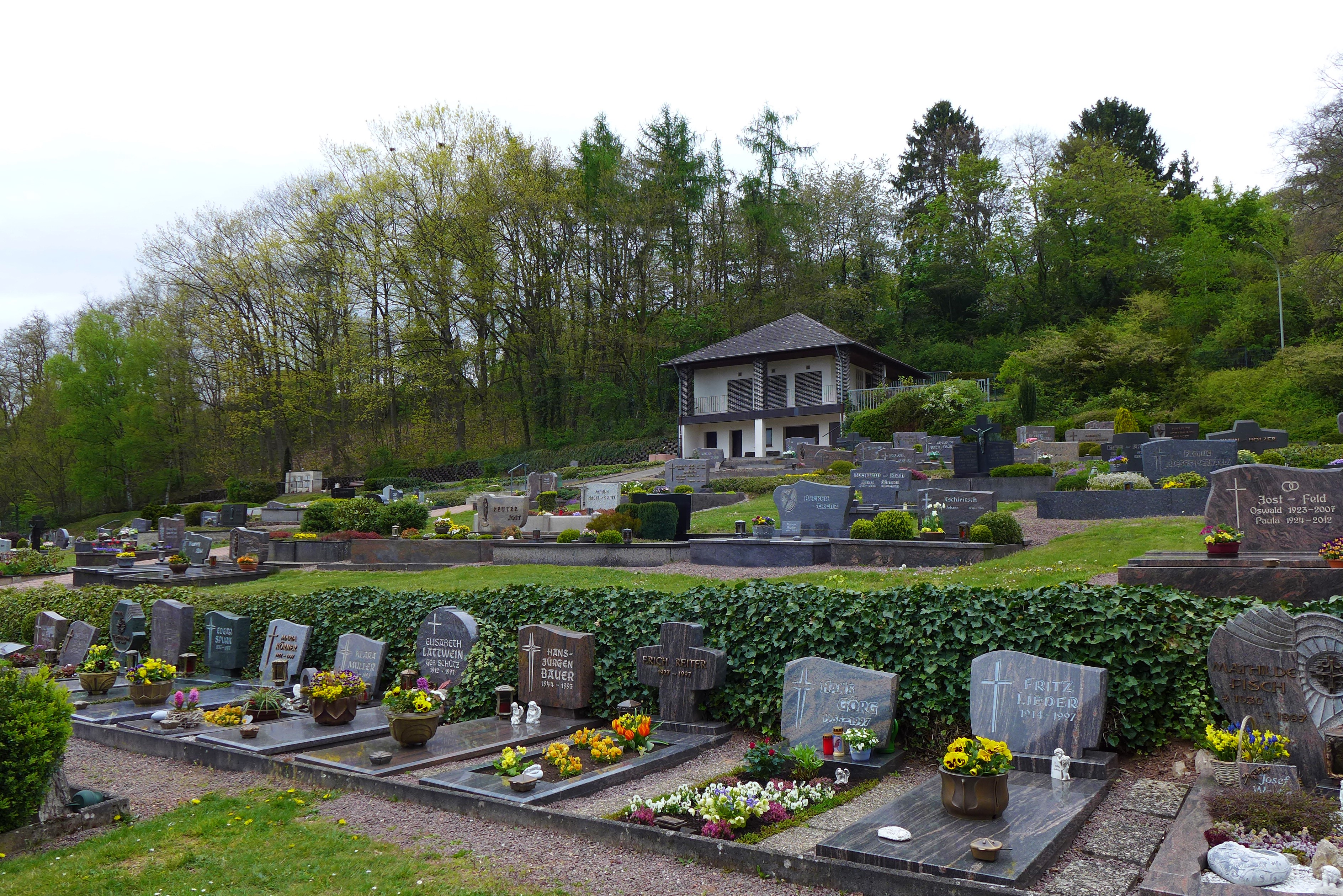
Piesbach, Friedhof

Im Mittelalter wurden alle Toten des Nalbacher Tales auf dem Nalbacher Kirchhof bestattet. Bestattungen bei der Körpricher Michaelskapelle gab es erstmals in den Jahren 1695 bis 1705, als Körprich, das von allen Nalbacher Talgemeinden am weitesten von der Nalbacher St. Peter und Paul entfernt lag, kirchlich eine größere Selbständigkeit gegenüber Nalbach anstrebte. Als im Jahr 1762 die gotische Nalbacher Kirche zugunsten eines barocken Neubaues abgerissen wurde und der Nalbacher Kirchhof deshalb nicht belegbar war, wurden für vier Wochen alle Toten des Nalbacher Tales auf dem Kirchhof der Körpricher Kapelle beerdigt. Anschließend benutzte man aber wieder den Nalbacher Kirchhof bis zum Jahr 1867, als in Körprich wieder der eigene Kapellenfriedhof benutzt wurde und man im Jahr 1868 in Nalbach den aktuellen Friedhof zwischen Fußbachstraße und Galgenberg anlegte. Dieser Friedhof war als Friedhof von Nalbach, Piesbach, Bettstadt, Bilsdorf und Diefflen konzipiert. Diese Funktion verlor er mit der Anlage von eigenen Friedhöfen in den einzelnen Dörfern des Nalbacher Tales im Zusammenhang mit der kirchlichen Abtrennung von der Nalbacher Mutterpfarrei. Der jahrhundertealte Kirchhof bei der Nalbacher Kirche wurde in der Folgezeit eingeebnet. Erst im Jahr 1921 legte man neben der heutigen Piesbacher Kirche einen Friedhof an. Im Jahr 1969 wurde eine Leichenhalle errichtet.